# Мария Цонева
Мария Тодорова Цонева е български учен генетик, професор, пионер в популационната генетика в България.

## Биография
Родена е през 1924 година в Разград. През 1930 – 1937 година завършва начално и основно образование в Разград. Изключена е от разградската гимназия и осъдена на 15 години затвор заради членство в РМС. 
През 1950 година завършва медицина в София. Работи като асистент по обща биология във ВМИ – София (1950–1952), като доцент във ВМИ – Варна (1962–1965). През 1960 година защитава дисертация на тема „ Сравнителни серологични проучвания на серумните антигени у човека и някои гръбначни животни“.
От 1966 година е професор по обща биология. Защитава докторска дисертация през 1968 г. От 1969 година е ст.н.с. І степен в Лабораторията по генетика – София, ръководител е на катедрата по медицинска генетика в ИСУЛ (1971 – 1979), заместник директор по научна работа при Медицинска академия в София (1979–1982), хонорован професор в Софийския университет и доктор на медицинските науки. Въвежда преподаването по медицинска генетика за студенти от Медицинския факултет (1975) и Фармацевтичния факлутет (1985) на ВМИ - София и от Биологическия и Педагогическия факултет на Софийския университет. Допринася за утвърждаване на клиничната специалност „Медицинска генетика“ (1976) и за организиране на медико-генетични центрове във висшите медицински институти в България.
Автор е на 300 научни публикации, монографии, автор на изобретения, съавтор на учебници по паразитология и медицинска генетика. Първата българка, обявена за почетен гражданин на Разград. През 1989 година е избрана за член-кореспондент на БАН по медицина. Умира през 2011 г.
Лични архивни фондове Цонева, Мария Тодорова се съхраняват в Държавен архив – София (30 архивни единици) и Държавен архив – Разград (28 архивни единици).

## Научна дейност
Научните интереси на М. Цонева са посветени на мутагенеза, характер и честота на наследствената патология в българската популация.
Цонева прави проучвания на някои молекулярни дефекти: Г6ФД-недостатъчност и хемоглобинопатии, кръвногрупови антигени и други генетични маркери.
Автор е на многостранни проучвания върху фитохемаглутинините. Създава хипотеза, според която фитохемаглутинините могат да предизвикват пролиферация не само на лимфоцитите от периферната кръв, но и на други клетки, способни за имунна реакция. Митотичното деление и трансформация на лимфоцитите в бластни клетки под действието на фитохемаглутинини се смята за своеобразен имуноморфологичен отговор. Установено е също така стимулиране на възстановителните процеси под действието на фитохемаглутинина. Друго практическо приложение на фитохемаглутинина е използването му при култивиране и стимулиране ин витро на човешки лимфоцити от периферна кръв.
Нейните открития проправят пътя за цяла серия от научни разработки в областта на цитогенетиката при човека. Те могат да се обобщят в две главни насоки: разкриване на отклоненията в кариотипа при различни заболявания и експериментални проучвания на мутагенните свойства на различни агенти: антибиотици, пестициди, автоимунни процеси, физически агенти и други.

### Монографии
- „Сравнителни серологични изучавания на серумните антигени у човека“,  1959 г.
- „Фитохемаглутининът от Phaseolus vulgaris  – свойства и аспекти на приложение“, 1967 г.
- „Наследственост и болести“, 1973 г.

### Учебници
- „Паразитология“, 1966 г. в съавторство с Р. Попиванов и Б. Ботев
- „Основи на медицинската генетика“, 1971 г., в съавторство с Е. Бошнакова

### Изобретения
- Метод за получаване на фитохемаглутинин
- Метод за тестуване ин витро чувствителността на еритроцитите с Г-6-ФД дефицит към различни лекарства